# Mount-Spurgeon-Nationalpark
Der Mount-Spurgeon-Nationalpark (englisch Mount Spurgeon National Park) ist ein 11,9 Quadratkilometer großer Nationalpark in Queensland, Australien. Er ist Teil des UNESCO-Weltnaturerbe Wet Tropics of Queensland.

## Lage
Der Park liegt in der Region Far North Queensland etwa 80 Kilometer nordwestlich von Cairns und 18 Kilometer westlich von Mossman. Er grenzt unmittelbar an den Mount-Lewis- und den Daintree-Nationalpark. Es gibt keine Besuchereinrichtungen.

## Flora und Fauna
Der Park schützt primären, tropischen Regenwald um den 1322 Meter hohen Mount Spurgeon. Dieses artenreiche Habitat beheimatet eine Vielzahl von Amphibien, darunter die vom Aussterben bedrohten Laubfrösche wie den Common Mistfrog (Litoria rheocola), den Tapping green eyed Frog (Litoria serrata), den Australian Lace-lid (Nyctimystes dayi) und den Waterfall Frog (Litoria nannotis); aus der Familie der Australischen Südfrösche den  Northern Tinker Frog (Taudactylus rheophilus) und den Sharp Snouted Day Frog (Taudactylus acutirostris) der von einigen Stellen bereits als ausgestorben angesehen wird.